# Campeonato Mundial de Clubes de Voleibol Masculino de 2021
O Campeonato Mundial de Clubes de Voleibol Masculino de 2021 foi a décima sexta edição do torneio organizado anualmente pela Federação Internacional de Voleibol (FIVB). O evento ocorreu entre os dias 7 e 11 de dezembro e foi realizado pela 2ª vez consecutiva na cidade de Betim, Minas Gerais, Brasil.
O anfitrião Sada Cruzeiro Vôlei conquistou seu quarto título vencendo na final o Cucine Lube Civitanova, e o Itas Diatec Trentino completou o pódio após vencer o Funvic Natal pela disputa do terceiro lugar. O ponteiro Miguel López, que marcou 12 pontos na final, foi eleito o melhor jogador do torneio.

## Formato de disputa
Para a classificação dentre dos grupos na primeira fase, o placar de 3–0 ou 3–1 garantiu três pontos para a equipe vencedora e nenhum para a equipe derrotada; já o placar de 3–2 garantiu dois pontos para a equipe vencedora e um para a perdedora.

## Local das partidas
| Betim, Brasil        |
| -------------------- |
| Ginásio Divino Braga |
|                      |
| Capacidade: 6 000    |

## Equipes participantes
As seguintes equipes foram qualificadas ou convidadas para a disputa do Campeonato Mundial de Clubes de 2021.
| Equipe                 | Qualificação                                               |
| ---------------------- | ---------------------------------------------------------- |
| Funvic Natal           | Campeão da liga nacional do país-sede                      |
| Sada Cruzeiro Vôlei    | Campeão do Campeonato Sul-Americano de Clubes de 2020      |
| UPCN Vóley Club        | Vice-campeão do Campeonato Sul-Americano de Clubes de 2020 |
| Foolad Sirjan          | Campeão do Campeonato Asiático de Clubes de 2020           |
| Itas Diatec Trentino   | Vice-campeão do Campeonato Europeu de Clubes de 2020       |
| Cucine Lube Civitanova | Convidado pela FIVB                                        |

Nota: A FIVB convidou o Cucine Lube Civitanova a participar do torneio após o ZAKSA Kędzierzyn-Koźle, campeão da Liga dos Campeões da Europa 2021-22, renunciar à participação do torneio alegando questões logísticas e de saúde.

## Grupos
| Grupo A                | Grupo B              |
| ---------------------- | -------------------- |
| Cucine Lube Civitanova | Sada Cruzeiro Vôlei  |
| UPCN Vóley Club        | Itas Diatec Trentino |
| Funvic Natal           | Foolad Sirjan        |

## Primeira fase
- Partidas no Horário de Brasília (UTC−3).

|  | Qualificados para as semifinais |

### Grupo A
|     |                        |     | Jogos | Jogos | Jogos | Pontos | Pontos | Pontos | Sets | Sets | Sets  |
| Pos | Equipe                 | Pts | T     | V     | D     | V      | P      | R      | V    | P    | R     |
| --- | ---------------------- | --- | ----- | ----- | ----- | ------ | ------ | ------ | ---- | ---- | ----- |
| 1   | Cucine Lube Civitanova | 6   | 2     | 2     | 0     | 150    | 111    | 1.351  | 6    | 0    | MAX   |
| 2   | Funvic Natal           | 2   | 2     | 1     | 1     | 166    | 178    | 0.933  | 3    | 5    | 0.600 |
| 3   | UPCN Vóley Club        | 1   | 2     | 0     | 2     | 156    | 183    | 0.852  | 2    | 6    | 0.333 |

Resultados
| 7 de dezembro 18ː00 P2 AQ | UPCN Vóley Club | 2 — 3                         | Funvic Natal | Ginásio Poliesportivo Divino Ferreira Braga, Betim Público: 1,000 Árbitro(s): CAN Dziewirz Scott GRE Epaminondas Gerothodoros |
| 7 de dezembro 18ː00 P2 AQ | 25 20 21 12     | Set 1 Set 2 Set 3 Set 4 Set 5 | 21 22 25 15  | Ginásio Poliesportivo Divino Ferreira Braga, Betim Público: 1,000 Árbitro(s): CAN Dziewirz Scott GRE Epaminondas Gerothodoros |

| 8 de dezembro 17ː00 P2 AQ | Cucine Lube Civitanova | 3 — 0             | UPCN Vóley Club | Ginásio Poliesportivo Divino Ferreira Braga, Betim Público: 500 Árbitro(s): DOM Yuri R. Ramirez Ortiz MEX Luis Gerardo Macias |
| 8 de dezembro 17ː00 P2 AQ | 25                     | Set 1 Set 2 Set 3 | 19 13 21        | Ginásio Poliesportivo Divino Ferreira Braga, Betim Público: 500 Árbitro(s): DOM Yuri R. Ramirez Ortiz MEX Luis Gerardo Macias |

| 9 de dezembro 17ː00 P2 AQ | Cucine Lube Civitanova | 3 — 0             | Funvic Natal | Ginásio Poliesportivo Divino Ferreira Braga, Betim Público: : 1,100 Árbitro(s): PUR Ortiz Hector BUL Ivanov Ivaylo |
| 9 de dezembro 17ː00 P2 AQ | 25                     | Set 1 Set 2 Set 3 | 22 20 16     | Ginásio Poliesportivo Divino Ferreira Braga, Betim Público: : 1,100 Árbitro(s): PUR Ortiz Hector BUL Ivanov Ivaylo |

### Grupo B
|     |                      |     | Jogos | Jogos | Jogos | Pontos | Pontos | Pontos | Sets | Sets | Sets  |
| Pos | Equipe               | Pts | T     | V     | D     | V      | P      | R      | V    | P    | R     |
| --- | -------------------- | --- | ----- | ----- | ----- | ------ | ------ | ------ | ---- | ---- | ----- |
| 1   | Sada Cruzeiro Vôlei  | 6   | 2     | 2     | 0     | 150    | 112    | 1.339  | 6    | 0    | MAX   |
| 2   | Itas Diatec Trentino | 3   | 2     | 1     | 1     | 135    | 134    | 1.007  | 3    | 3    | 1,000 |
| 3   | Foolad Sirjan        | 0   | 2     | 0     | 2     | 111    | 150    | 0.740  | 0    | 6    | 0,000 |

Resultados
| 7 de dezembro 21ː30 P2 AQ | Sada Cruzeiro Vôlei | 3 — 0             | Foolad Sirjan | Ginásio Poliesportivo Divino Ferreira Braga, Betim Público: 3,200 Árbitro(s): MEX Luis Gerardo Macias PUR Hector Ortiz |
| 7 de dezembro 21ː30 P2 AQ | 25                  | Set 1 Set 2 Set 3 | 20 16         | Ginásio Poliesportivo Divino Ferreira Braga, Betim Público: 3,200 Árbitro(s): MEX Luis Gerardo Macias PUR Hector Ortiz |

| 8 de dezembro 20ː30 P2 AQ | Itas Diatec Trentino | 3 — 0             | Foolad Sirjan | Ginásio Poliesportivo Divino Ferreira Braga, Betim Público: 1,100 Árbitro(s): BUL Ivaylo Ivanov CAN Scott Dziewirz |
| 8 de dezembro 20ː30 P2 AQ | 25                   | Set 1 Set 2 Set 3 | 18 22 19      | Ginásio Poliesportivo Divino Ferreira Braga, Betim Público: 1,100 Árbitro(s): BUL Ivaylo Ivanov CAN Scott Dziewirz |

| 9 de dezembro 20ː30 P2 AQ | Sada Cruzeiro Vôlei | 3 — 0             | Itas Diatec Trentino | Ginásio Poliesportivo Divino Ferreira Braga, Betim Público: 4,400 Árbitro(s): GRE Gerothodoros Epaminondas DOM Ramirez Ortiz Yuri R. |
| 9 de dezembro 20ː30 P2 AQ | 25                  | Set 1 Set 2 Set 3 | 19 23 18             | Ginásio Poliesportivo Divino Ferreira Braga, Betim Público: 4,400 Árbitro(s): GRE Gerothodoros Epaminondas DOM Ramirez Ortiz Yuri R. |

## Fase final
|  | Semifinais             | Semifinais          |   |                      | Final                  | Final |  |
|  |                        |                     |   |                      |                        |       |  |
|  | 10 de dezembro         |                     |   |                      |                        |       |  |
|  | Cucine Lube Civitanova | 3                   |   |                      |                        |       |  |
|  | Itas Diatec Trentino   | 2                   |   |                      |                        |       |  |
|  |                        |                     |   |                      |                        |       |  |
|  |                        |                     |   |                      | 11 de dezembro         |       |  |
|  |                        |                     |   |                      | Cucine Lube Civitanova | 0     |  |
|  |                        | Sada Cruzeiro Vôlei | 3 |                      |                        |       |  |
|  |                        |                     |   |                      |                        |       |  |
|  |                        |                     |   |                      |                        |       |  |
|  |                        |                     |   |                      | Terceiro lugar         |       |  |
|  | 10 de dezembro         | 10 de dezembro      |   | 11 de dezembro       | 11 de dezembro         |       |  |
|  | Funvic Natal           | 1                   |   | Itas Diatec Trentino | 3                      |       |  |
|  | Sada Cruzeiro Vôlei    | 3                   |   |                      | Funvic Natal           | 0     |  |

### Semifinais
| 10 de dezembro 17ː00 P2 AQ | Cucine Lube Civitanova | 3 — 2                         | Itas Diatec Trentino | Ginásio Poliesportivo Divino Ferreira Braga, Betim Público: 1,000 Árbitro(s): BUL Ivanov Ivaylo PUR Hector Ortiz |
| 10 de dezembro 17ː00 P2 AQ | 25 22 23 25 21         | Set 1 Set 2 Set 3 Set 4 Set 5 | 20 25 20 19          | Ginásio Poliesportivo Divino Ferreira Braga, Betim Público: 1,000 Árbitro(s): BUL Ivanov Ivaylo PUR Hector Ortiz |

| 10 de dezembro 20ː30 P2 AQ | Funvic Natal | 1 — 3                   | Sada Cruzeiro Vôlei | Ginásio Poliesportivo Divino Ferreira Braga, Betim Público: 4,000 Árbitro(s): MEX Macias Luis Gerardo CAN Dziewirz Scott |
| 10 de dezembro 20ː30 P2 AQ | 17 22 25 16  | Set 1 Set 2 Set 3 Set 4 | 25 23 25            | Ginásio Poliesportivo Divino Ferreira Braga, Betim Público: 4,000 Árbitro(s): MEX Macias Luis Gerardo CAN Dziewirz Scott |

### Terceiro lugar
| 11 de dezembro 17ː00 P2 AQ | Itas Diatec Trentino | 3 — 0             | Funvic Natal | Ginásio Poliesportivo Divino Ferreira Braga, Betim Público: 1,500 Árbitro(s): DOM Yuri R. Ramirez Ortiz MEX Luis Gerardo Macias |
| 11 de dezembro 17ː00 P2 AQ | 25                   | Set 1 Set 2 Set 3 | 18           | Ginásio Poliesportivo Divino Ferreira Braga, Betim Público: 1,500 Árbitro(s): DOM Yuri R. Ramirez Ortiz MEX Luis Gerardo Macias |

### Final
| 11 de dezembro 20ː30 P2 AQ | Cucine Lube Civitanova | 0 — 3             | Sada Cruzeiro Vôlei | Ginásio Poliesportivo Divino Ferreira Braga, Betim Público: 4,800 Árbitro(s): GRE Epaminondas Gerothodoros CAN Scott Dziewirz |
| 11 de dezembro 20ː30 P2 AQ | 17 22 23               | Set 1 Set 2 Set 3 | 25                  | Ginásio Poliesportivo Divino Ferreira Braga, Betim Público: 4,800 Árbitro(s): GRE Epaminondas Gerothodoros CAN Scott Dziewirz |

## Classificação final
| Posição | Equipe                 |
| ------- | ---------------------- |
|         | Sada Cruzeiro Vôlei    |
|         | Cucine Lube Civitanova |
|         | Itas Diatec Trentino   |
| 4       | Funvic Natal           |
| 5       | UPCN Vóley Club        |
| 6       | Foolad Sirjan          |

## Premiação
| Campeonato Mundial de Clubes de 2021 |
| Brasil                               |
| ------------------------------------ |
| Sada Cruzeiro Campeão (4º título)    |

## Prêmios individuais
A seleção do campeonato foi composta pelos seguintes jogadores:
- MVP:  Miguel López